# 奥村寅吉
奥村 寅吉（おくむら とらきち、1878年〈明治11年〉2月10日 - 1971年〈昭和46年〉6月1日）は、日本の剣道家。流派は直心影流剣術、奥村二刀流剣術。称号は剣道範士。

## 経歴
奥村二刀流開祖奥村左近太の長男として生まれる。父の幼名であった寅吉と名付けられる。4歳から父より直心影流と奥村二刀流を学ぶ。2年間は面打ちの稽古ばかりさせられたという。
1900年（明治33年）、京都皇宮警察の警手に奉職。京都皇宮警察の撃剣師範三橋鑑一郎（武蔵流）に師事し、後に武蔵流の免許皆伝を授かる。
1903年（明治36年）、父より直心影流と奥村二刀流の免許皆伝を授けられ、皇宮警察の剣道師範と大日本武徳会本部の剣道教授を務める。
1917年（大正6年）5月27日、皇居吹上御苑での天覧武術大会に出場。
1928年（昭和3年）2月、皇宮警察を退職し、岡山に帰郷。大日本武徳会岡山支部並びに関西中学校の剣道教師を務める。
1971年（昭和46年）6月1日、死去。享年93。弟子に光輪洞合気道を開いた平井稔がいる。